# ラッキーキャスト
ラッキーキャスト（1979年5月20日 - 1995年2月22日）は、日本のサラブレッド競走馬、種牡馬。競走馬としての出走歴はないが良血を買われて種牡馬となり、1995年に日本馬として36年ぶりに国外の重賞競走を勝ったフジヤマケンザンなどを輩出した。

## 経歴
1979年、北海道早来町の吉田牧場に生まれる。父マイスワローは1970年にグランクリテリウム、ロベール・パパン賞、モルニ賞というフランスの2歳戦における「三冠」ともいわれた重要競走を全勝して全欧の2歳チャンピオンに選ばれた実績を持つ。種牡馬としてアイルランドで6シーズン供用されたのち、吉田牧場が中心となってシンジケートが組まれ、日本へ輸入されていた。母タイプキャストもまた、アメリカで数々の大競走を制して1972年にエクリプス賞最優秀古牝馬に選出された名競走馬であり、その引退後は繁殖牝馬につけられた価格としては世界最高記録（当時）の72万5000ドルで落札され、吉田牧場で繋養されていた。ラッキーキャスト誕生の翌年には、同馬が産んだ第2仔のプリテイキャストが牝馬として9年ぶりに天皇賞（秋）を制覇した。
このような「超良血」であったラッキーキャストは幼駒の頃から将来の種牡馬入りが約束されており、雄大な馬体を持ちながらしなやかな動きを見せていたことから、競走馬としての期待も高かった。後継牝馬としてプリテイキャスト、後継牡馬としてラッキーキャストが得られたとみた牧場は、名牝タイプキャストを故郷へ帰そうと、ラッキーキャストが3歳になった1981年にアメリカへ再輸出した。しかしラッキーキャストは屈腱炎のためなかなかデビューすることができず、6歳まで粘った末、ついに一度も出走することのないまま引退を余儀なくされた。
ラッキーキャストは当初の予定通り種牡馬となったが、競走実績がないことに加え、父マイスワローが期待ほどの産駒を出していなかったこともあり、需要はほとんどなかった。しかし牧場は自前の繁殖牝馬をラッキーキャストにあてがい、2年目の産駒から東海公営を中心に重賞5勝を挙げたタイプスワローや、東海大賞典を勝ったワカポイントが輩出される。さらに4年目の産駒であるフジヤマケンザンが1992年に中日新聞杯を制し、産駒が中央競馬の重賞初勝利を挙げた。このとき取材を受けた吉田牧場代表の吉田重雄は、ラッキーキャストについて「砂利の中からダイヤモンドを拾うようなもので、ロマンを通り越して執念でしかなかった。数少ないチャンスをものにして、よくぞ活躍馬を出してくれたものです」と語った。
1995年2月、ラッキーキャストは心臓麻痺により17歳で急死。それから約10カ月後の同年12月、フジヤマケンザンが香港国際カップに勝利し、日本馬として36年ぶりの国外重賞勝利、さらに国外施行の国際重賞初勝利を達成。同年のJRA賞最優秀父内国産馬に選出された。同馬はさらに翌1996年にも中央競馬史上3頭目となる9歳での重賞勝利を達成した。のち種牡馬となったフジヤマケンザンに吉田牧場はラッキーキャスト同様の手厚い支援を行ったが、産駒から目立った活躍馬は出なかった。

## 主な産駒
G1競走優勝馬
- フジヤマケンザン（1995年香港国際カップ[注 1]など重賞5勝）[6]

地方競馬重賞競走優勝馬
- ワカポイント（1990年東海大賞典・笠松）[7]
- タイプスワロー（1991年東海大賞典・笠松、東海桜花賞・名古屋、全日本サラブレッドカップ・笠松 1992年開設記念・佐賀 1993年オグリキャップ記念・笠松）[8]
- ラッキーチェイサー（1996年ジュニアクラウン・笠松）[9]

## 血統表
| ラッキーキャストの血統                         | ラッキーキャストの血統                           | ラッキーキャストの血統                           | （血統表の出典）                                 | （血統表の出典） |
| 父系                                           | ジェベル系（トウルビヨン系）                     | ジェベル系（トウルビヨン系）                     | ジェベル系（トウルビヨン系）                     | [ § 2 ]          |
| 父 *マイスワロー My Swallow 1968 鹿毛 イギリス | 父の父Le Levanstell 1957                         | Le Lavandou                                      | Djebel                                           | Djebel           |
| 父 *マイスワロー My Swallow 1968 鹿毛 イギリス | 父の父Le Levanstell 1957                         | Le Lavandou                                      | Lavande                                          |                  |
| 父 *マイスワロー My Swallow 1968 鹿毛 イギリス | 父の父Le Levanstell 1957                         | Stella's Sister                                  | Ballyogan                                        | Ballyogan        |
| 父 *マイスワロー My Swallow 1968 鹿毛 イギリス | 父の父Le Levanstell 1957                         | Stella's Sister                                  | My Aid                                           |                  |
| 父 *マイスワロー My Swallow 1968 鹿毛 イギリス | 父の母Darrigle 1960                              | Vilmoray                                         | Vilmorin                                         | Vilmorin         |
| 父 *マイスワロー My Swallow 1968 鹿毛 イギリス | 父の母Darrigle 1960                              | Vilmoray                                         | Iverley Way                                      |                  |
| 父 *マイスワロー My Swallow 1968 鹿毛 イギリス | 父の母Darrigle 1960                              | Dollar Help                                      | Falls of Clyde                                   | Falls of Clyde   |
| 父 *マイスワロー My Swallow 1968 鹿毛 イギリス | 父の母Darrigle 1960                              | Dollar Help                                      | Dollar Crisis                                    |                  |
| 母 *タイプキャスト Typecast 1966 鹿毛 アメリカ | 母の父Prince John                                | Princequillo                                     | Prince Rose                                      | Prince Rose      |
| 母 *タイプキャスト Typecast 1966 鹿毛 アメリカ | 母の父Prince John                                | Princequillo                                     | Cosquilla                                        |                  |
| 母 *タイプキャスト Typecast 1966 鹿毛 アメリカ | 母の父Prince John                                | Not Afraid                                       | Count Fleet                                      | Count Fleet      |
| 母 *タイプキャスト Typecast 1966 鹿毛 アメリカ | 母の父Prince John                                | Not Afraid                                       | Banish Fear                                      |                  |
| 母 *タイプキャスト Typecast 1966 鹿毛 アメリカ | 母の母Journalette                                | Summer Tan                                       | Heliopolis                                       | Heliopolis       |
| 母 *タイプキャスト Typecast 1966 鹿毛 アメリカ | 母の母Journalette                                | Summer Tan                                       | Miss Zibby                                       |                  |
| 母 *タイプキャスト Typecast 1966 鹿毛 アメリカ | 母の母Journalette                                | Manzana                                          | Count Fleet                                      | Count Fleet      |
| 母 *タイプキャスト Typecast 1966 鹿毛 アメリカ | 母の母Journalette                                | Manzana                                          | Durazuna                                         |                  |
| 母系(F-No.)                                    | タイプキヤスト(USA)系(FN:13-c)                   | タイプキヤスト(USA)系(FN:13-c)                   | タイプキヤスト(USA)系(FN:13-c)                   | [ § 3 ]          |
| 5代内の近親交配                                | Count Fleet 4×4（父内）、 Fair Trial 5×5（母内） | Count Fleet 4×4（父内）、 Fair Trial 5×5（母内） | Count Fleet 4×4（父内）、 Fair Trial 5×5（母内） | [ § 4 ]          |
| 出典                                           | 1. 2. 3. 4.                                      | 1. 2. 3. 4.                                      | 1. 2. 3. 4.                                      | 1. 2. 3. 4.      |